# Chrysotoxum chinook
Chrysotoxum chinook är en tvåvingeart som beskrevs av Shannon 1926. Chrysotoxum chinook ingår i släktet getingblomflugor, och familjen blomflugor. Inga underarter finns listade i Catalogue of Life.